# Urs Stammbach
Urs Stammbach (26 de outubro de 1939) é um matemático suíço.
Envolve-se principalmente com álgebra homológica.
Stammbach estudou no Instituto Federal de Tecnologia de Zurique (ETH Zürich), onde obteve o diploma em 1964 e um doutorado em 1966, orientado porBeno Eckmann e Heinz Hopf, com a tese Anwendungen der Homologietheorie der Gruppen auf Zentral-Reihen und auf Invarianten von Präsentierungen, Mathematische Zeitschrift, Volume 94, 1966, p. 155. No pós-doutorado esteve a partir de 1967 na Universidade Cornell, onde foi de 1968 a 1969 professor assistente visitante. Foi depois professor no ETH Zürich.

## Obras
- Homology in group theory, Springer 1971
- Homologie dans les variétés des groupes. Groupes à dualité homologique, Universität Laval, Quebec, Collect. Math., Nr. 19, 1976
- Geschichte der Mathematik an der ETH Zürich 1855–1932, Jahrbuch Überblicke Mathematik, Vieweg 1994, S. 194–216
- com Günther Frei: Die Mathematiker an den Zürcher Hochschulen, Birkhäuser 1994
- dieselben: Hermann Weyl und die Mathematik an der ETH Zürich 1913–1930, Birkhäuser 1992
- dieselben: Heinz Hopf, in I. James: History of Topology, Elsevier 1999
- com Peter Hilton: A course in homological algebra, Graduate Texts in Mathematics, 1. Auflage 1970, 2. Auflage, Springer 1997
- Lineare Algebra, Teubner Verlag 1980, 4. Auflage 1994